# Cóng jīn yǐhòu
Cóng jīn yǐhòu (chinês: 從今以後) é um filme de drama de Hong Kong de 2024 escrito e dirigido por Ray Yeung. O filme, estrelado por Patra Au e Maggie Li Lin Lin, gira em torno de Angie e Pat, que são um casal de lésbicas abastadas na casa dos 60 anos.
Teve sua estreia na seção Panorama do 74º Festival Internacional de Cinema de Berlim em 16 de fevereiro de 2024. O filme ganhou o Teddy Award de melhor longa-metragem com temática LGBTQ, e o terceiro lugar no Panorama Audience Award de melhor longa-metragem.

## Enredo
Angie e Pat são um casal de lésbicas feliz e rico na casa dos 60 anos há 30 anos e moram no apartamento de Pat em Hong Kong. Seus amigos e parentes respeitam e adoram seu relacionamento. Uma noite, quando Pat falece repentinamente, Angie recebe conforto de seus amigos e, inicialmente, também da família de Pat. Mas logo, as disputas sobre o funeral e os bens de Pat causam uma rixa entre eles. Angie não tem direito legal ao apartamento e depende da gentileza cada vez menor da família de Pat. Pat foi quem cuidou de tudo no relacionamento deles, embora eles dividissem os custos igualmente. Com a ajuda da família escolhida, Angie inicia uma jornada de autossuficiência nos últimos anos.

## Elenco
- Patra Au como Angie
- Maggie Li Lin Lin como Pat
- Tai Bo como Shing
- Leung Chung Hang como Victor
- Fish Liew como Fanny
- Hui So Ying como Mei
- Rachel Leung como Kitty
- Luna Shaw como Yvonne

## Lançamento
Cóng jīn yǐhòu teve sua estreia mundial em 16 de fevereiro de 2024, no âmbito do 74º Festival Internacional de Cinema de Berlim, na sessão Panorama.
Em dezembro de 2023, a empresa Films Boutique, com sede em Berlim, adquiriu os direitos de venda do filme antes de sua estreia na Berlinale.

## Recepção
Clotilde Chinnici, escrevendo na Loud And Clear Reviews, avaliou o filme com quatro estrelas e disse: "Se há um filme que poderia capturar esse mesmo sentimento dessa dor mundana, mas devastadora, é este. Cóng jīn yǐhòu vai quebrar seu coração durante todos os 90 minutos de duração, mas no final, percebemos que tudo valeu a pena."
Fionnuala Halligan, em crítica na Berlinale para o ScreenDaily, criticou a trilha sonora de Veronica Lee, escrevendo: "[a trilha sonora] muitas vezes reafirma desnecessariamente as emoções na tela em vez de alimentá-las." Halligan elogiou a edição de Lai. Apreciando as performances, ela opinou: "Performances fortes e um senso de lugar inabalável atraem o público para uma imagem de uma sociedade injusta e um apelo por igualdade de posição - sem mencionar a elaboração de um testamento." Concluindo, ela escreveu: "Tudo ficará bem é, sem dúvida, um drama antiquado, mas não é menos eficaz para aquela estrutura clássica."
Josh Slater-Williams, da IndieWire, revisando na Berlinale, classificou o filme com a nota A e escreveu: "[o] quarto longa-metragem profundamente comovente do escritor e diretor Ray Yeung explora com ternura as consequências de uma perda inesperada, onde a incerteza e o caos do período imediato de luto são agravados por negociações delicadas que precisam ser abordadas em meio a um conjunto muito específico de circunstâncias."
Paul Heath, do The Hollywood News, revisando na Berlinale, avaliou o filme com 4 estrelas e escreveu: "Lindamente contado e soberbamente atuado, Cóng jīn yǐhòu é um drama envolvente e muito triste que se destaca na vertente Berlinale Panorama deste ano."

## Prêmios e indicações
| Premiação                                  | Data                    | Categoria                | Recipientes | Resultado | Ref.         |
| ------------------------------------------ | ----------------------- | ------------------------ | ----------- | --------- | ------------ |
| Festival Internacional de Cinema de Berlim | 25 de fevereiro de 2024 | Panorama de Melhor Filme | Ray Yeung   | Indicado  | [ 7 ] [ 6 ]  |
| Festival Internacional de Cinema de Berlim | 25 de fevereiro de 2024 | Teddy Award              | Ray Yeung   | Venceu    | [ 5 ] [ 14 ] |